# Estrema sinistra in Italia
L'estrema sinistra in Italia, che prese in vari periodi anche il nome di sinistra rivoluzionaria o sinistra extraparlamentare o nuova sinistra, si presentò a partire dagli anni '60 del XX secolo in forma di numerosi gruppi politici che si distinguevano dalla sinistra riformista (Partito Comunista Italiano, Partito Socialista e Partito Socialista Democratico) che ritenevano si fossero abbandonate le istanze rivoluzionarie presenti nel movimento dei lavoratori. Il termine "extraparlamentare" fu molto usato negli anni del Sessantotto in quanto le organizzazioni dell'estrema sinistra non erano presenti in parlamento e rifiutavano la democrazia parlamentare, considerato obsoleto e inefficace per risolvere i problemi della società moderna nonché strumento della borghesia per esautorare le masse dall'iniziativa politica; ma successivamente alcune di esse, senza mutare tale giudizio, parteciparono alle elezioni politiche e amministrative per utilizzare quegli spazi come tribuna per farsi conoscere ed esporre le proprie posizioni.

## Storia

### Anni '30 - '50
Già alla fine degli anni 1920 all'interno della direzione del PCdI, in seguito alle imposizioni staliniane in URSS e nella Terza Internazionale, si formò un'area che denunciava una grave involuzione politica nell'Unione Sovietica e, per effetto del "ruolo guida" di questa, nei partiti comunisti a livello internazionale. I dissidenti erano in buona parte di orientamento trotskista (Piero Tresso, Alfonso Leonetti, Paolo Ravazzoli) e furono espulsi nel 1930; nel 1938 Tresso aderì all'appena costituita IV Internazionale. Amadeo Bordiga invece, nelle proprie critiche allo stalinismo, assunse posizioni diverse (riteneva che in URSS fosse stato instaurato un "capitalismo di stato") e formerà con altri una sua area politica (venivano denominati "bordighisti"). 
Altra formazione politica comunista critica verso il PCI fu il Movimento Comunista d'Italia (MCd'I), chiamato anche Bandiera Rossa, che ebbe un forte radicamento a Roma a partire dal 1935, e svolse un ruolo notevole come brigata partigiana nella Resistenza romana (1943-44). Duramente attaccata dal PCI che la accusava di trotskismo, nei cinque anni successivi giunse a dissolversi. 
Negli anni '50 la sezione italiana della IV Internazionale prese il nome di Gruppi Comunisti Rivoluzionari, e pubblicava il periodico Bandiera Rossa. Bordiga invece fondò il Partito Comunista Internazionalista, e il periodico Battaglia Comunista. La visibilità di queste formazioni era molto scarsa, e quella dei circoli anarchici non lo era molto meno. Dagli anni Cinquanta ci furono nel PCI casi di dissidenza, solitamente su posizioni critiche verso lo stalinismo (dentro il partito e in URSS), come i casi clamorosi di Aldo Cucchi e Valdo Magnani (1951), e Teresa Mattei (1955). Dopo l'intervento sovietico contro gli insorti ungheresi la dissidenza fu piuttosto estesa, molti restituirono la tessera del PCI, e generalmente passarono al PSI o fecero altre scelte individuali senza costituire nuove formazioni politiche comuniste. Il monolitismo ideologico del PCI si conservò.

### Anni '60 - '70
La prima occasione di ampia dissidenza verso il PCI si ebbe con il conflitto Cina-URSS. In Italia numerosi comunisti simpatizzarono per Mao Zedong e condivisero le sue critiche di "revisionismo" verso l'URSS e i partiti comunisti ad essa legati. In diversi paesi del mondo, o i partiti comunisti ufficiali si allinearono con la Cina contro l'URSS (specialmente in Asia) o nacquero nuovi partiti comunisti di orientamento maoista (che per distinguersi, affiancavano al nome l'espressione "marxista-leninista"). In Italia, nell'ottobre 1966, a Livorno venne fondato il Partito Comunista d'Italia (marxista-leninista).
Sempre nei primi anni '60 si ebbe il fenomeno delle riviste politico-culturali di orientamento comunista, ma indipendenti dal PCI. Nel 1961 usci Quaderni Rossi che ebbe una fondamentale importanza per la formazione della nuova sinistra in Italia.  Nel 1962 era uscita Quaderni Piacentini, a cui collaborarono nel tempo Alfonso Berardinelli, Goffredo Fofi, Franco Fortini, Giovanni Giudici, Edoarda Masi, Roberto Roversi, Alberto Asor Rosa, Sebastiano Timpanaro, Guido Viale. Dal gruppo originario che animava Quaderni Rossi uscirono nel 1963 Mario Tronti, Alberto Asor Rosa e Massimo Cacciari e altri per fondare Classe operaia, pubblicazione più orientata verso l'intervento politico operaista. Da essa poi nacque La Classe, che presto cambio il nome in Potere Operaio.
Nel 1965 venne fondata l'organizzazione Lotta Comunista, di ispirazione leninista, che mantenne sempre (è tuttora esistente) una certa chiusura politica rispetto al resto della nuova sinistra.
Nell'ottobre 1968, dal collettivo milanese Falce e Martello, già legato alla IV Internazionale nacque l'Unione del Comunisti Italiani marxisti-leninisti, maoista, che ebbe in tre anni una crescita impetuosa, cambiando nome in Partito Comunista (marxista-leninista) Italiano. Tuttavia, presentatosi alle elezioni politiche nel 1972 come lista Servire il Popolo, ebbe pochissimi voti e si dissolse poco dopo.
Avanguardia Operaia nacque a Milano nel 1968 con un indirizzo operaista-leninista, raccogliendo "Avanguardia operaia" cittadina, i circoli Rosa Luxemburg e Lenin di Venezia, e soprattutto i Comitati unitari di base (CUB), organismi di sindacalismo diretto molto forti nelle grandi fabbriche milanesi.
Potere operaio, di impostazione fortemente operaista, venne fondato a nel 1969 da Toni Negri, principale teorico, Oreste Scalzone e Franco Piperno. Verrà sciolto nel 1973, e in parte darà vita ad Autonomia Operaia.
Lotta Continua venne formata nell'autunno 1969, con provenienze da Il potere operaio pisano, e con caratteri fortemente movimentisti.
Il Movimento Studentesco nacque nel 1968 nell'Università Statale di Milano e lì ebbe sempre la propria roccaforte. Fu un'organizzazione fortemente caratterizzata, anche se il nome facilmente lo faceva confondere con il movimento studentesco di massa. Di ispirazione dichiaratamente stalinista, spesso si poneva in contrasto con trotskisti, anarchici e successivamente con Autonomia Operaia. Nel 1976 assunse il nome di Movimento Lavoratori per il Socialismo, in cui si fuse Avanguardia comunista sorta nel 1974 come unione di precedenti gruppi. Per un breve periodo ebbe anche un quotidiano, La Sinistra.
Dopo i rispettivi insuccessi elettorali del 1972, il Movimento Politico dei Lavoratori (diventato Alternativa Socialista) e gli aderenti allo PSIUP che non vollero confluire nel PCI (Nuovo PSIUP) si unirono formando il Partito di Unità Proletaria. Nel 1974 il PdUP si unì con Il Manifesto (organizzazione nata nel 1969 dalla rivista omonima) per formare il Partito di Unità Proletaria per il Comunismo.
Intorno al 1974, nel vasto arcipelago di organizzazioni nate dal 1968, se ne delineavano tre molto più forti delle altre, chiamate "la triplice": LC-AO-PdUP. Ciascuna riuscì ad avere un proprio quotidiano (Il Manifesto, Quotidiano del Lavoratori, Lotta Continua).
Nel 1976 Democrazia Proletaria (precedentemente avevano questo nome alcune liste elettorali che raccoglievano diverse organizzazioni della nuova sinistra)  si costituì come partito, raccogliendo l'ala sinistra del PdUP per il Comunismo e Avanguardia Operaia.
Autonomia Operaia non fu una vera organizzazione ma un movimento delineatosi nel 1973 dopo lo scioglimento di Potere Operaio, e rafforzatosi poi con lo scioglimento di Lotta Continua (1976). Partiva da posizioni operaiste e dava voce ai settori più disagiati della società; era molto impegnata nella controcultura, teorizzava l'illegalità di massa e simpatizzava per le organizzazioni comuniste armate. Faceva riferimento al quindicinale Rosso ed al mensile Controinformazione, mentre faceva controcultura con A/traverso, organo del "trasversalismo" bolognese.
Nelle elezioni del 1976 la presentazione della lista Democrazia Proletaria, a cui aderirono Avanguardia Operaia, il Pdup (che nel 1974 si era unificato con Il Manifesto), Lotta continua, il Movimento lavoratori per il socialismo e la Lega dei comunisti, registrò un sostanziale fallimento con soli 600.000 voti e che fu l'inizio della disgregazione della sinistra. In molti guardarono con simpatia Autonomia Operaia che anticipava gli anni di piombo e le Brigate Rosse prima del definitivo tramonto del decennio della cosiddetta extraparlamentare italiana, cui si aggiungeva dal 1976 la politica dell'unità nazionale del PCI nei confronti dei governi democristiani e la politica dei "sacrifici" della CGIL.
Negli anni Settanta e Ottanta (anni di piombo) alcune organizzazioni di estrema sinistra (Brigate Rosse, Nuclei Armati Proletari e altri) hanno scelto come strategia politica la lotta armata.

### Dal 1980 al 2000
Nel 1981 il Movimento Lavoratori per il Socialismo confluisce nel Partito di Unità Proletaria per il Comunismo, il quale poi nel 1984 rientra, dopo 25 anni, nel PCI. 
Mantiene autonomia e consistenza organizzativa Democrazia Proletaria, nella quale nel 1989 confluisce la Lega Comunista Rivoluzionaria (Quarta Internazionale). 
Con lo scioglimento del PCI (febbraio 1991) e la nascita del Partito Democratico della Sinistra (che negli anni divenne DS poi PD), ci furono significativi cambiamenti nell'estrema sinistra. L'ala del PCI che ancora aveva il marxismo come riferimento formò, assieme a Democrazia Proletaria, il Partito della Rifondazione Comunista. Nel 1998 quando il PRC tolse l'appoggio al governo Prodi, l'ala cossuttiana del partito si distaccò per fondare il Partito dei Comunisti Italiani; di orientamento togliattiano, alla fine del 2014 ha assunto il nome di Partito Comunista d'Italia e nel 2016 si è infine sciolto per aderire al nuovo Partito Comunista Italiano.
Sempre nel 1998 venne fondata la Rete dei Comunisti (nel 2017 aderì a Potere al Popolo).

### Dal 2000 al 2020
Negli anni successivi il PRC subì poi la fuoriuscita delle sue due aree trotskiste. L'area "Progetto comunista" di Marco Ferrando uscì nel maggio 2006 andando poi a formare il Partito Comunista del Lavoratori (gennaio 2007). Nel dicembre 2007 uscì l'area "Sinistra Critica" (Franco Turigliatto, Salvatore Cannavò, Flavia d'Angeli) costituendo l'organizzazione politica indipendente avente lo stesso nome.
Dopo la caduta del governo Prodi II, alle elezioni politiche del 2008 il PRC, il PdCI, la Federazione dei Verdi (FdV) e Sinistra Democratica (SD) presentarono un'unica lista denominata Sinistra l'Arcobaleno.
Nel dicembre 2009, a partire dal Movimento per la Sinistra (nato da scissione dal PRC dei bertinottiani guidati da Nichi Vendola) e Unire la Sinistra (ex corrente del PdCI guidata da Umberto Guidoni)  nacque Sinistra Ecologia Libertà.
Nel 2009 Marco Rizzo, espulso dal PdCI, fondò l'organizzazione Comunisti – Sinistra Popolare che nel 2014 prese il nome di Partito Comunista (da non confondersi col Partito Comunista Italiano, fondato nello stesso anno).
Alle elezioni politiche del 2013 venne formata la lista Rivoluzione Civile che raccoglieva il PRC di Paolo Ferrero, il PdCI di Oliviero Diliberto, il Movimento Arancione di Luigi de Magistris, la Federazione dei Verdi, di Angelo Bonelli e altri raggruppamenti minori. Dopo l'insuccesso elettorale l'alleanza si sciolse.
Nel luglio 2013 Sinistra Critica, dopo una conferenza nazionale, si è sciolta per costituire due organizzazioni indipendenti, entrambe riconosciute come sezione italiana della IV Internazionale: Sinistra Anticapitalista e l'associazione Solidarietà Internazionalista (rete "Communia Network").
Alle elezioni politiche del 2018, su iniziativa del centro sociale Je so' pazzo di Napoli, alcune organizzazioni si sono presentate unite nella lista Potere al Popolo!, che da allora è diventata una forza politica stabile e autonoma.

### Dal 2020 a oggi
Dalla nascita di Potere al Popolo si sono avviate localmente, in occasione di diverse elezioni amministrative, alleanze elettorali con liste comuni fra varie organizzazioni dell'estrema sinistra, accomunate dal rifiuto di qualsiasi alleanza o sostegno al Partito Democratico. Fra i promotori: Potere al Popolo, Sinistra Anticapitalista, Partito Comunista dei Lavoratori, Partito Comunista Italiano.
A queste alleanze in alcuni casi partecipa anche Rifondazione Comunista, che però in altri casi prende parte ad alleanze che comprendono o sostengono il PD.
Processi di alleanza elettorale fra le organizzazioni che si oppongono sia al centro-destra sia al PD continuano a svolgersi nel corso del 2021 e del 2022.
Nel periodo luglio-agosto 2022, in vista delle elezioni politiche, si è costituita un'alleanza elettorale che ha presentato la lista Unione Popolare. Le organizzazioni promotrici sono state Potere al Popolo, ManifestA, Partito della Rifondazione Comunista, DeMa.
In questa occasione Unione Popolare ha ottenuto, sia al Senato sia alla Camera, l'1,4% dei voti.
In un documento approvato il 29-30 giugno 2024 dal Comitato Politico Nazionale di Rifondazione Comunista, si afferma che il progetto di Unione Popolare sia da ritenersi esaurito.
Alle successive elezioni regionali in Liguria ed Emilia Romagna del 2024 Potere al Popolo e Rifondazione si sono presentate insieme al PCI in coalizioni con nuovo nome e simbolo. 
Anche per le elezioni comunali del 2025 a Genova l'estrema sinistra presenta una lista unitaria denominata "Sinistra Alternativa" promossa congiuntamente da Partito della Rifondazione Comunista, Sinistra Anticapitalista e Partito Comunista Italiano.